# Ponte di Maslenica (autostrada A1)
Il ponte di Maslenica (in croato Maslenički most), detto anche "nuovo ponte di Maslenica" (in croato novi Maslenički most) in contrapposizione al vecchio ponte usato dalla strada statale D8, è un viadotto autostradale croato, sito lungo l'autostrada A1 (strada europea E65) al confine fra i comuni di Jasenice e di Possedaria.
Esso valica a grande altezza il canale di Fiumera Piccola.